# Contea di Barton (Missouri)
La contea di Barton in inglese Barton County è una contea dello Stato del Missouri, negli Stati Uniti. La popolazione al censimento del 2000 era di 12 541 abitanti. Il capoluogo di contea è Lamar